# 强迫失踪

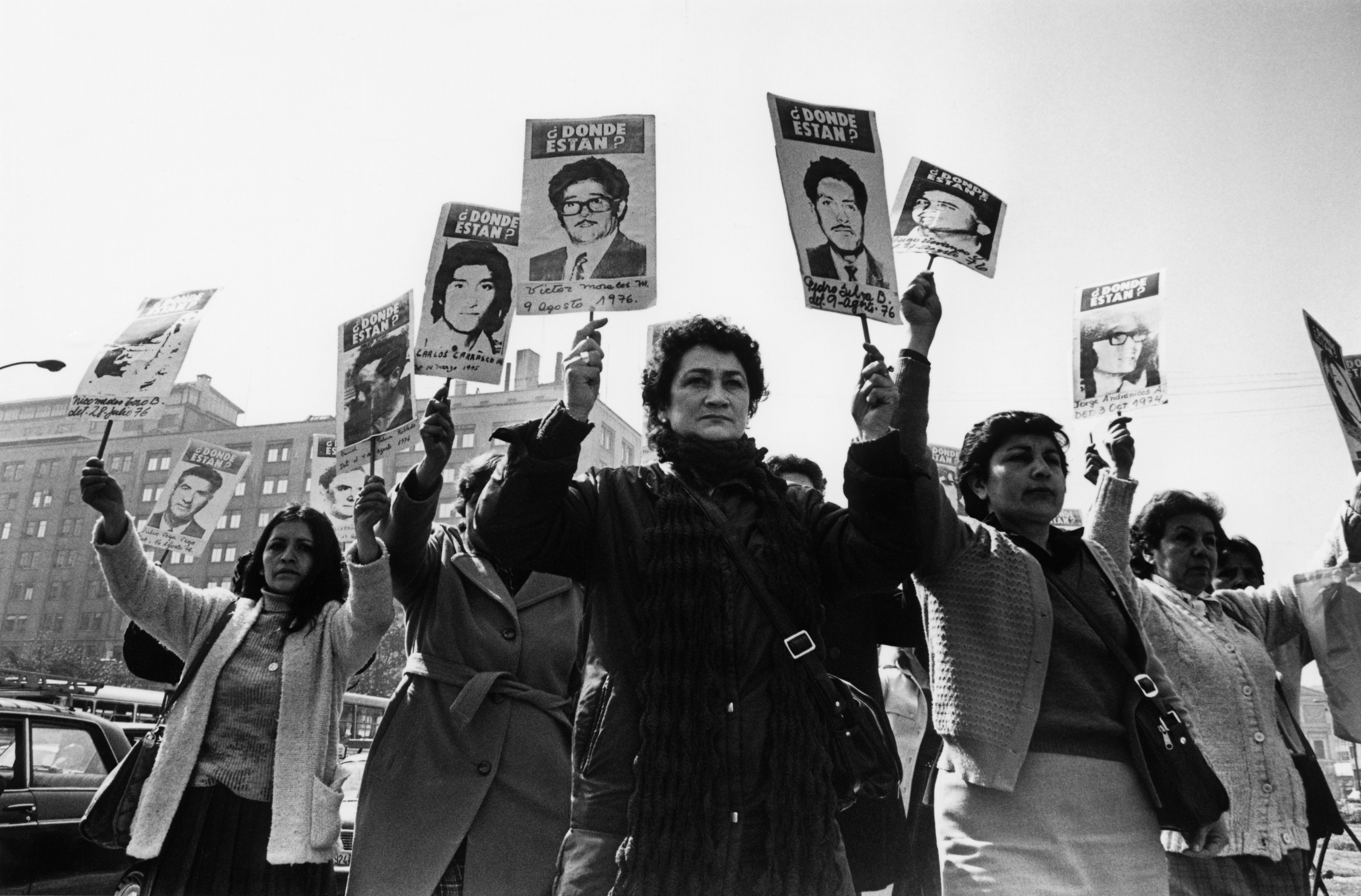
智利皮诺切特军政府统治期间，失踪家庭的妇女在政府大楼前集会

根据联合国大会通过的《保护所有人免遭强迫失踪国际公约》，强迫失踪（Forced disappearance）是指得到国家授权、支持或默许的个人或组织（秘密警察、情治單位等）实施的逮捕、羁押、绑架等強行剥夺自由的行为。这些行为者不仅拒绝承认剥夺自由的事实，还刻意隐瞒受害者的生死或下落，导致受害者无法得到法律的保护。
强迫失踪也可以称为“被消失”。

## 簡介
根据于2002年7月1日生效的《国际刑事法院罗马规约》，在广泛或有系统地针对任何平民人口进行的攻击中，作为攻击的一部分实施的强迫失踪，构成反人类罪。2006年12月20日，联合国大会通过了《保护所有人免遭强迫失踪国际公约》。
强迫失踪常常意味着谋杀。受害者通常会先遭到绑架和非法拘禁，期间常遭受酷刑折磨；最终被秘密杀害，遗体被蓄意隐藏。典型做法是秘密行凶，通过肢解或火化等方式销毁遗体以毁灭证据，导致受害者“人间蒸发”。由于缺乏死亡证据，施害者得以轻易否认罪行。
造成政治对手失踪也是獨裁政权铲除异己的一种手段。 面对一个进行秘密杀戮的政府，公开反抗极其困难，人们往往被迫保持沉默，阿根廷軍政府獨裁統治時期的骯髒戰爭便是这种情形的典型例证。
全球范围内，许多国家和地区都曾或正在发生大规模强迫失踪事件，例如：阿爾及利亞、阿根廷、孟加拉、白俄羅斯、波士尼亞與赫塞哥維納、智利、哥倫比亞、埃及、薩爾瓦多、赤道幾內亞、德國、危地馬拉、中国、印度、伊拉克、伊朗、墨西哥、摩洛哥與西撒哈拉、朝鮮、北愛爾蘭和愛爾蘭、巴基斯坦、菲律賓、羅馬尼亞、俄羅斯、西班牙、斯里蘭卡、敘利亞、巴勒斯坦、泰國、土耳其、烏克蘭、美國等地區，這些國家與地區部分曾經或正在由軍政府或是由單一政黨進行威權統治；部分被極端恐怖組織盤據或控制，深陷冲突和战争；亦有以國家安全和反恐为名進行大規模關押的情况。这些因素，单独或共同作用，构成了强迫失踪发生的关键条件。

## 人权法
国际人权法将国家实施的失踪行为定义为“强迫失踪”，这一概念自《维也纳宣言和行动纲领》以来获得广泛认可。例如，《国际刑事法院罗马规约》明确将强迫失踪列为反人类罪。美洲国家组织的《美洲国家间关于人员强迫失踪的公约》则专门针对这一问题制定了区域性规范。此外，部分国家认为，武装冲突期间的强迫失踪行为同样可构成战争罪，例如纳粹德国的在二战时期进行的夜雾行动。
2006年12月20日，联合国大会通过的《保护所有人免受强迫失踪国际公约》明确规定，广泛或系统性实施的强迫失踪行为构成反人类罪。该公约赋予受害者家属两项核心权利：一是获得赔偿的权利，二是了解亲人失踪真相的权利。公约强调，任何人都不应遭受强迫失踪，同时确认失踪者亲属享有知情权。公约条款涵盖三个重要维度：一是预防、调查和惩处此类罪行的措施；二是保障受害者及其亲属权益的具体规定；三是关于被强迫失踪儿童解救与安置的特殊条款。此外，公约还确立了国际合作机制，要求各国在打击此类犯罪和消除其人道主义影响方面协同行动。为确保公约有效实施，专门设立了强迫失踪问题委员会，承担国际监督和保护职能。目前，国际反强迫失踪联盟正积极推动该公约获得全球所有国家的批准。
强迫失踪具有双重社会效应：一方面直接使批评者与异见者"被沉默"，另一方面通过制造普遍的社会恐慌，对潜在批评者形成寒蝉效应。这种犯罪行为实质是对多项基本人权的系统性侵犯：失踪者不仅被剥夺人身自由与安全保障权，还面临酷刑威胁，丧失获得公正审判、法律援助及平等司法保护的权利，无罪推定原则也遭到彻底破坏。而对于那些终生追寻亲人下落的家属而言，他们同样是这场人权灾难的深刻受害者。

## 国际刑法
进一步信息：罗马规约与反人类罪

根据《罗马规约》，即设立国际刑事法院的法律文件，当强迫失踪行为作为针对任何平民群体的广泛或系统性攻击的一部分，并且行为人明知该攻击的存在时，该行为构成反人类罪。《罗马规约》对强迫失踪的定义不同于国际人权法的定义：
强迫失踪是指国家或政治组织实施或在其授权、支持或默许下实施的逮捕、拘留或绑架行为，并随后拒绝承认对这些人员的自由剥夺，或拒绝提供有关这些人员的下落或命运的信息，从而使他们长期处于法律保护之外。
——（第7条第2款(i)）

## 法律发展史与国际法理学

### 总体背景
强迫失踪犯罪的历史可追溯至《人权和公民权宣言》中所确立的权利。这一宣言于1789年8月26日由法国大革命后新成立的政府制定，其中第7条和第12条已涉及相关内容：
第7条：除法律规定的情况和方式外，任何人不得被指控、拘留或监禁。凡是要求、协助、或执行任意命令者，均应受到惩罚……
第12条：人权和公民权的保障需要一支公共力量，这支力量是为了所有人的利益而设立，而不是为了掌权者的私人利益。
进入19世纪，随着战争技术的进步，战斗人员死亡率上升，对平民的伤害也日益严重。西方社会人道主义意识的觉醒催生了最早的人道组织——1859年成立的红十字会，并推动了1864年《日内瓦公约》的诞生，该公约首次在国际层面对战争中的暴行和犯罪进行定义。

1946年，二战结束后，纽伦堡审判揭露了被称为“夜雾命令”（Nacht und Nebel）的罪行，成为强迫失踪犯罪的一个重要先例。审判听取了20位证人的证词，这些人均被纳粹德国视为安全威胁。他们曾在纳粹占领的欧洲领土上被捕并被判处死刑，但并未立即处决，而是被秘密押往德国境内的集中营（如纳茨魏勒-施特鲁霍夫集中营 / Natzweiler-Struthof），最终下落不明。官方也从未提供任何关于他们命运的信息。这一做法符合夜雾命令第III条的规定：
III. ……如果德国或外国当局询问这些囚犯，应告知他们囚犯已被逮捕，但案件程序不允许提供进一步信息。
德国陆军元帅威廉·凯特尔（Wilhelm Keitel）因执行希特勒颁布的夜雾命令而被判刑。然而，由于当时尚未确立强迫失踪为反人类罪，纽伦堡国际军事法庭仅判定其战争罪罪名成立。
国际社会对强迫失踪问题的关注始于1973年9月11日智利军事政变后出现的大规模失踪案件。自1974年起，美洲国家人权委员会（Inter-American Commission on Human Rights）和联合国人权委员会（United Nations Commission on Human Rights）成为最早系统性处理这一问题的国际机构。
1976年2月4日，联合国人权委员会提交的《调查该国人权状况的工作组报告》中，首次详细记录了相关案例。其中提及，一名法裔智利人阿方索·尚弗罗（Alfonso Chanfreau）于1974年7月在圣地亚哥的家中被捕后下落不明。
事实上，联合国对失踪问题的关注更早可追溯至塞浦路斯冲突。1975年2月，联合国人权委员会在相关决议中就使用了"下落不明人员"（persons unaccounted for）和"无故失踪人员"（persons whose disappearance was not justified）等表述，特指该岛分裂期间武装冲突造成的失踪现象。
随着1975年12月联合国大会相继通过关于塞浦路斯和智利问题的两项决议， 强迫失踪作为一种严重侵犯人权的行为，正式进入国际社会的关注视野。

### 1977年与1979年相关决议
1977年，联合国大会在其第32/118号决议中再次审议了强迫失踪问题。此时，诺贝尔和平奖得主阿道夫·佩雷斯·埃斯基维尔（Adolfo Pérez Esquivel）已发起国际倡议，并在法国政府的支持下，推动联合国大会于1978年12月20日通过具有里程碑意义的第33/173号决议。这项决议首次正式使用"失踪人员"（missing persons）这一表述，并要求联合国人权委员会就此提出具体建议。
1979年3月6日，联合国人权委员会正式任命费利克斯·埃尔马科拉（Felix Ermacora）和瓦利德·M·萨迪（Waleed M. Sadi）为专家，负责调查智利强迫失踪案件。然而，萨迪因政治压力辞职。同年11月21日，两位专家向联合国大会提交调查报告，其中埃尔马科拉的报告成为研究该犯罪行为的法学奠基之作，其提出的结论和建议随后被众多国际组织采纳实施。
在调查进行期间，同年10月31日，美洲国家组织大会（OAS）通过了一项关于智利的决议，宣称强迫失踪的做法是“对整个半球良知的冒犯”。此前9月，该组织下属的美洲人权委员会赴阿根廷实地调查，确认该国军政府存在系统性强迫失踪行为。尽管非政府组织和受害者家属组织强烈呼吁采取更强硬的措施，但在阿根廷政府施压下，最终决议仅敦促相关国家避免制定阻碍调查的法律条文。
随着埃尔马科拉报告的发布，联合国人权委员会于1980年2月29日通过其中一条提案，成立"强迫或非自愿失踪问题工作组"（Working Group on Enforced or Involuntary Disappearances，WGEID）。这是联合国人权委员会设立的首个专题监督机制（thematic mechanism），至今仍是处理政府实施强迫失踪案件的核心机构，其职责包括：向人权委员会和成员国政府提供建议，完善对失踪者及其家属的保护机制，并提出预防性措施。
自此，强迫失踪案件正式进入国际司法视野，通过一系列判例逐步形成专门的法理体系。

### 1983年美洲国家组织（OAS）决议及首次定罪
联合国人权事务委员会（United Nations Human Rights Committee）依据《公民权利和政治权利国际公约》第28条于1977年成立，负责监督缔约国履行其义务的情况。该委员会于1982年3月和1983年7月先后作出两项判决，谴责乌拉圭政府对爱德华多·布莱尔（Eduardo Bleier）和埃琳娜·金特罗斯·阿尔梅达（Elena Quinteros Almeida）的强迫失踪行为。
布莱尔是乌拉圭共产党前成员，曾居住在匈牙利和以色列，1975年在蒙得维的亚被捕后失踪。 金特罗斯则在1976年6月于蒙得维的亚的委内瑞拉大使馆被捕后失踪，该事件导致乌拉圭与委内瑞拉中断外交关系。在这些判决中，人权事务委员会依据《公民权利和政治权利国际公约》的多个条款，尤其是“人身自由和安全权”、“被拘留者应受到人道待遇并受到其作为人的固有尊严的尊重的权利”以及“每个人的法律人格应受到承认的权利”。在金特罗斯案中，委员会首次裁定失踪者的亲属同样应被视为受害者。
1983年，美洲国家组织（OAS）在其第666 XIII-0/83号决议中宣称，任何强迫失踪行为都应被认定为反人类罪。
几年后，在1988年和1989年，美洲人权法院（Inter-American Court of Human Rights）作出了首批判决，裁定洪都拉斯政府违反了其尊重和保障生命权、人身自由权和人身完整权的义务，对安赫尔·曼弗雷多·贝拉斯克斯·罗德里格斯（Angel Manfredo Velásquez Rodríguez）的失踪负有责任。
罗德里格斯是一名洪都拉斯学生，1981年9月在特古西加尔巴（Tegucigalpa）被一群持重型武器的平民绑架，这些人被证明与洪都拉斯武装部队及索尔·戈迪内斯·克鲁斯（Saúl Godínez Cruz）有关。 由于当时尚无明确定义的“强迫失踪罪”，美洲人权法院只能依据1969年《美洲人权公约》的相关条款作出裁决。
此后，美洲人权法院在针对哥伦比亚、危地马拉（包括著名的“街头儿童”案件）、秘鲁和玻利维亚的裁决中，进一步确认了各国政府在强迫失踪问题上的法律责任。

### 欧洲局势及1993年和1995年决议
在欧洲，欧洲人权法院（European Court of Human Rights）根据1950年《欧洲人权与基本自由保护公约》第38条成立，于1959年成为所有欧洲委员会成员国的唯一常设且具有约束力的法院。尽管《欧洲公约》没有明确禁止强迫失踪的做法，但欧洲人权法院在1993年处理了多起失踪案件，这些案件与土耳其安全部队与库尔德工人党（PKK）成员或支持者之间的冲突有关，冲突发生在土耳其东南部的库尔德地区。
另一个为强迫失踪犯罪的法律定义提供依据的机构是波斯尼亚和黑塞哥维那人权法庭，这是根据1995年12月14日《代顿和平协议》第6附录设立的人权法庭。虽然该法庭由于属时管辖权问题被宣告无权处理所报告的2万起案件中的大多数，但它仍对波斯尼亚塞尔维亚共和国和波斯尼亚和黑塞哥维那共和国作出了若干判决，并赔偿了若干失踪者的家庭。

### 1992年国际公约
与国际组织决议相呼应，多个非政府组织同期起草了国际公约提案。1981年，巴黎律师公会人权研究所（Institute des droits de l'homme du Barreau de Paris）举办高级研讨会，推动制定《强迫失踪问题国际公约》。此后阿根廷人权联盟、1982年秘鲁年度大会上提出的FEDEFAM宣言草案、以及1988年波哥大何塞·阿尔韦亚尔·雷斯特雷波律师协会（Colectivo de Abogados José Alvear Restrepo）提交的公约草案相继问世。
同年，联合国防止歧视及保护少数小组委员会（ Sub-commission on Prevention of Discrimination and Protection of Minorities）法国专家路易·茹瓦内（Louis Joinet）拟定了草案文本，该文本最终于1992年以《保护所有人免遭强迫失踪宣言》为题获联合国大会通过。其定义沿用强迫或非自愿失踪问题工作组传统表述。尽管《宣言》将"制定专门刑事立法"列为国家主要义务，但不同于《禁止酷刑公约》，该文件既未确立普遍管辖权原则，也未能规定《宣言》条款及工作组建议具有法律约束力，因此仅少数国家采取具体落实措施。  
这份联合国《宣言》虽存在缺陷，却推动了美洲地区项目的重启——1987年美洲国家组织大会委托起草的区域公约，虽由美洲人权委员会于1988年完成初稿，却因冗长讨论与修改陷入停滞。直至1994年6月，美洲国家组织大会终于通过《美洲被迫失踪人员公约》，成为该领域首份具有法律约束力的文书，并于1996年3月28日在阿根廷、巴拿马、乌拉圭、哥斯达黎加、巴拉圭、委内瑞拉、玻利维亚和危地马拉八国批准后生效。  
鉴于联合国《宣言》作为不具约束力的文件对制止强迫失踪实践影响有限，众多非政府组织与专家提议在联合国框架下制定公约以强化保护机制。1981年巴黎研讨会的审议成果经路易·茹瓦内整合，于1988年8月以小组委员会草案形式提交。针对秘书长科菲·安南的征询，多国政府、国际组织及非政府组织对该草案提出了意见与建议。  

### 2006年国际公约
经过长达25年多的筹备，联合国大会于2006年12月20日通过了《保护所有人免遭强迫失踪国际公约》的文本。该公约于2007年2月6日在巴黎举行签署仪式，首批53个签署国的代表出席，其中20个国家当场批准了该公约。截至2007年4月19日，人权委员会更新的批准国名单已增至59个国家。

## 联合国报告（1980–2009年）
自1980年联合国人权委员会（CHR）设立"强迫或非自愿失踪问题工作组"（WGEID）以来，该罪行已被证实是一个横跨五大洲、影响数十个国家的全球性人权问题。作为主要监督机构，人权理事会（HRC）通过定期发布申诉统计、案情进展及政府应对措施等专项报告，对这一现象进行系统性追踪。
根据2009年工作组报告显示，自成立以来该机构累计受理并转交各国政府的案件达53,232起，涉及82个国家。其中42,600起案件因证据不足处于待查、结案或中止状态，而2004年后成功澄清的案例有1,776起。纵向对比显示，2007年度报告中的案件总数为51,531起，覆盖79个国家。涉案国家中，许多正经历内部暴力冲突，另一些则被指控对政治异见者实施镇压政策。此外，欧美地区部分国家仍存在长期悬而未决的历史遗留案件，构成持续性犯罪。
根据联合国2009年官方报告，在82个涉案国家中，转递案件数量超千起的国家包括：
伊拉克（16,544起），斯里兰卡（12,226起），阿根廷（3,449起），危地马拉（3,155起），秘鲁（3,009起），阿尔及利亚（2,939起），萨尔瓦多（2,661起），哥伦比亚（1,235起）
案件数量在100至1,000起之间的国家有：
智利（907起）、中国（116起）、刚果（114起）、埃塞俄比亚（119起）、菲律宾（780起）、洪都拉斯（207起）、印度（430起）、印度尼西亚（165起）、伊朗（532起）、黎巴嫩（320起）、摩洛哥（268起）、墨西哥（392起）、尼泊尔（672起）、尼加拉瓜（234起）、俄罗斯联邦（478起）、苏丹、也门（155起）及东帝汶（504起）。

## 事件

### 阿尔及利亚
参见：吉哈德主义
1992 年，激进的伊斯兰武装组织袭击了推翻伊斯兰拯救阵线胜利的军政府，随后阿尔及利亚内战爆发。在这场持续至90年代末的冲突中，强迫失踪成为系统性暴力手段，造成数千人下落不明，随着1997年后暴力活动逐渐平息，失踪案件数量才显著减少。一些失踪人员被伊斯兰武装组织绑架或杀害，但其他人据推测是被穆罕默德·梅迪安 (Mohamed Mediène) 领导的国家安全部队秘密拘押。尽管官方承认的失踪人数为6,000余人（现均被推定为死亡），但实际数字仍存争议。这场持续近十年的内战最终导致15万至20万人丧生。
2005年，阿尔及利亚通过全民公投通过了一项颇具争议的大赦法。这项法律虽然为"失踪人员"家属提供了经济赔偿，但同时也变相终止了警方对相关罪行的调查。

### 阿根廷
在阿根廷的肮脏战争和秃鹰行动期间，阿根廷军政府在海军士官学校或“ESMA”等秘密拘留中心关押了大量所谓政治异见人士，对其进行严刑拷打，其中绝大多数人均遭杀害。总共有约500个此类场所，其中大部分位于布宜诺斯艾利斯，在肮脏战争中，失踪人员总数多达 30,000 人。受害者会被运到车库或地下室等地方，遭受数天的折磨。许多失踪者都被视为对军政府构成政治或意识形态威胁的人。
阿根廷军方认为，酷刑获取情报是正当的，并认为失踪是遏制政治异见的一种方式。被绑架的孕妇被关押直至分娩，然后经常被杀害。据估计，以这种方式出生的 500 名婴儿被非正式地交给与军方关系密切的家庭收养。
最后，许多俘虏被注射了大量的药物，装上飞机，在飞越大西洋的途中被活活扔下，这被称为“死亡飞行”（vuelos de la muerte），以防他们死亡后留下任何痕迹。如果没有尸体，政府就可以否认他们下落不明，并否认他们已被杀害。军政府强迫失踪是试图压制反对派并打破游击队决心的手段。据推测以这种方式或其他方式被谋杀的失踪人员如今被称为“失踪者”（los desaparecidos）。
活动团体“五月广场母亲”和“五月广场祖母”于 1977 年由独裁统治下“失踪”受害者的母亲和祖母成立，旨在寻找肮脏战争期间被囚禁出生的儿童，随后确定反人类罪的罪犯并推动对他们进行审判和判刑。据估计，约有 500 名儿童被非法送去领养；截至 2016 年，已有 120 起案件通过 DNA 测试得到确认。
事实上，总统豪尔赫·拉斐尔·魏地拉将军曾使用过“失踪者”一词，他在新闻发布会上说：“他们就是……失踪者。他们既没有活着，也没有死。他们只是失踪了。” 据估计，1976 年至 1983 年间，在阿根廷，多达 30,000 人（根据 CONADEP 的官方报告，有 8,960 人被点名杀害，许多人失踪。在约翰·丁格斯于 2004 年首次公布的一份最初属于机密的电报中，阿根廷第 601 情报营从 1975 年开始统计受害者人数，并在 1978 年中期估计有 22,000 人被杀或“失踪”。

### 孟加拉国
自 2010 年人民联盟执政以来，孟加拉国国家安全部队宣布至少有 500 人失踪，其中大多数是反对派领导人和活动人士。据国内一家人权组织的报告，2014 年 1 月至 9 月间，共有 82 人失踪。失踪事件发生后，至少有 39 人被发现死亡，其他人失踪。 2010 年 6 月 25 日，反对派领导人乔杜里·阿拉姆被国家警察逮捕，自此失踪。执法机构后来否认他被绑架。 2012 年 4 月 17 日，主要反对党孟加拉国民族主义党的另一名著名领导人伊利亚斯·阿里被不明身份的武装人员失踪。该事件引起了媒体的广泛报道。在2014 年备受争议的全国大选之前，至少有 19 名反对派人士被安全部队逮捕。国内外人权组织都谴责强迫失踪事件。尽管要求政府主动调查此类失踪事件，但政府并未对此类案件展开调查。

### 白俄罗斯
1999 年，反对派领导人尤里·扎查兰卡 (Yury Zacharanka)和维克塔·汉查尔 (Viktar Hanchar)以及他们的商业伙伴阿纳托尔·克拉苏斯基 (Anatol Krasouski) 失踪。汉查尔和克拉苏斯基失踪的同一天，国家电视台播出了总统亚历山大·卢卡申科(Alexander Lukashenko)命令安全部门负责人打击“反对派败类”的节目。尽管白俄罗斯共和国国家安全委员会(KGB) 一直对他们进行监视，但官方调查宣布此案无法解决。对 2000 年记者Dzmitry Zavadski失踪案的调查也毫无结果。欧洲委员会议会大会的一份报告副本被没收，该报告将白俄罗斯高级官员与失踪案件联系起来。
2019 年 12 月，德国之声发布了一部纪录片，其中白俄罗斯内务部特别部队前成员尤里·加拉夫斯基 (Yury Garavski) 证实，他的部队逮捕、带走并杀害了泽恰兰卡，后来又对维克塔尔·汉恰尔和阿纳托尔·克拉苏斯基做了同样的事情。

### 智利
几乎在1973年9月11日智利军方夺取政权后，由时任总司令奥古斯托·皮诺切特领导的军政府禁止了所有组成民选总统萨尔瓦多·阿连德的UP联盟的左翼政党。所有其他政党都处于“无限期休会”，后来被彻底禁止。该政权的暴力不仅针对持不同政见者，还针对他们的家人和其他平民。
雷蒂格报告得出结论，根据后来的瓦莱奇报告，在军事独裁统治期间失踪的2279人因政治原因或政治暴力而被杀害，大约31,947人遭受酷刑，1,312人被流放。后者被情报机构在世界各地追捕。在拉丁美洲，这是在秃鹰行动的主持下进行的，秃鹰行动是南美洲各国情报机构之间的联合行动，由美国中央情报局（CIA）在巴拿马的通信基地协助。皮诺切特为这些行动辯護，这些行动是必要的，以便将国家从共产主义中拯救出来。
一些政治学家将政变相对血腥的原因归咎于现有民主体制的稳定性，而要推翻该体制需要采取极端手段。一些最著名的侵犯人权案件发生在政变初期：1973 年 10 月，全国至少有 70 人被“死亡篷车队”杀害。1973年，美国记者查尔斯·霍曼“失踪”，社会党成员维克多·奥莱亚·阿莱格里亚和其他许多人也相继“失踪”。数学家鲍里斯·魏斯费勒据信在尊严殖民地附近失踪。尊严殖民地是纳粹基督教牧师保罗·舍费尔在帕拉尔建立的德国殖民地，曾被秘密警察DINA用作拘留中心。
此外，在兀鹰行动中，智利国家情报总局（DINA）还追踪到了阿连德政府的许多其他重要官员。因此，皮诺切特的前任、阿连德政府的军队指挥官卡洛斯·普拉茨将军因不愿支持反对阿连德政府的行动而辞职，于1974年在阿根廷布宜诺斯艾利斯被汽车炸弹暗杀。一年后，119名海外反对派的死亡被声称是马克思主义派系内斗的结果，DINA发起了一场虚假宣传运动来传播这一论点，即科伦坡行动。这场运动得到了智利主要报纸《信使报》的合法化和支持。
兀鹰行动的其他著名受害者包括数千名不太出名的人士，其中包括1976 年 6 月 2 日在布宜诺斯艾利斯遇刺的玻利维亚前总统胡安·何塞·托雷斯；1976 年 7 月遇刺的为拉美和加勒比经济委员会工作的联合国外交官卡梅洛·索里亚；以及 1976年 9 月 21 日在华盛顿特区结束拘留和流放后被释放的智利前驻美国大使兼阿连德内阁部长奥兰多·莱特列尔，他遭到汽车炸弹袭击而身亡。这导致智利与美国关系紧张，并导致为 DINA 工作并组织了莱特列尔暗杀的美国公民迈克尔·汤利被引渡。其他躲过暗杀的受害者包括基督教民主党政治家贝尔纳多·莱顿，他在 1975 年在罗马遭遇意大利新法西斯恐怖分子斯特凡诺·德尔莱·基亚伊的暗杀（这次暗杀使莱顿和他的妻子安妮塔·弗雷斯诺受重伤，致其终身残疾）；智利社会党领导人卡洛斯·阿尔塔米拉诺，1975 年被皮诺切特暗杀；作家兼共产党员沃洛迪亚·泰特尔博伊姆；萨尔瓦多·阿连德的侄子、墨西哥革命运动主席帕斯卡尔·阿连德，他在 1976 年 3 月躲过哥斯达黎加的暗杀；以及美国国会议员爱德华·科赫，他因谴责秃鹰行动而收到死亡威胁并成为 DINA 和乌拉圭情报人员的潜在暗杀目标。此外，根据目前的调查，1964 年至 1970 年担任智利基督教民主党总统的爱德华多·弗雷·蒙塔尔瓦( Eduardo Frei Montalva) 可能于 1982 年被 DINA 生物化学家Eugenio Berrios生产的毒素毒死。据说贝里奥斯本人在 20 世纪 90 年代初被秘密带到乌拉圭后， 被智利情报部门在乌拉圭暗杀。
然而在整个20世纪80年代，抗议活动持续不断并引发多起丑闻。1985年3月，智利共产党三名成员遭残忍杀害的事件，导致执政以来一直担任智利宪兵部队"卡拉比内罗斯"总司令及军政府成员的塞萨尔·门多萨辞职。在1986年一场反对皮诺切特的抗议中，21岁的美国摄影师罗德里戈·罗哈斯·德内格里和18岁学生卡门·格洛丽亚·金塔纳被活活烧死。
1989年8月，21岁的曼努埃尔·罗德里格斯爱国阵线成员（该组织系智利共产党1983年成立的武装分支，曾于1986年9月7日试图刺杀皮诺切特）马塞洛·巴里奥斯·安德烈斯，在瓦尔帕莱索检察官下令逮捕行动中遭军方人员直接处决。该案件后被纳入雷蒂格报告。军事独裁统治期间的遇难者和失踪者中，包括440名"左派革命运动"游击队员。

### 东帝汶
（主条目：东帝汶大屠杀）
在印度尼西亚占领东帝汶期间，印尼军队经常使用强迫失踪手段来恐吓东帝汶民众。
三起重大集体强迫失踪事件包括：1975年12月8日在帝力的科尔梅拉，13名中国工人在被印尼军方扣押后失踪，最后有人看到他们在海滩上挖掘；1979年12月在马特比安马特比安，48名男子因被诬告为东帝汶独立革命阵线（Fretilin）成员而失踪；1999年4月至9月期间，在洛斯帕洛斯事件洛斯帕洛斯事件中有超过15人失踪。

### 埃及
在阿卜杜勒·法塔赫·塞西政权下，埃及当局将强迫失踪作为一种关键手段，用于恐吓、审讯和折磨塞西的反对者，打着“反恐”的幌子进行镇压。数百名政治活动人士、抗议者、妇女和儿童遭到强迫失踪。每天约有三到四人被国家安全局埃及国家安全局（NSA）领导的全副武装安全部队抓走，这些人员通常会闯入其住所，逮捕多人，并将他们蒙眼、反绑，秘密关押数月。
在2016年8月1日至2017年8月中旬之间，共有378人被强迫失踪。其中291人后来被找到，其余人员至今仍下落不明。2017年失踪的52名儿童中，有3人被非法处决。
2020年，埃及权利与自由委员会埃及权利与自由委员会（ECRF）发布了一份关于强迫失踪的五年报告，显示自2015年8月以来，全国共记录了2,723起此类案件。
2021年3月，国际特赦组织谴责埃及当局强迫失踪一对夫妇奥马尔·阿卜杜勒哈米德·阿布·纳加和马娜尔·阿德尔·阿布·纳加，以及他们一岁的孩子巴拉。三人于2019年3月9日被捕。2021年2月20日，马娜尔在最高国家安全检察机关（SSSP）面前被指控与恐怖组织有联系，随后被关押在卡纳泰尔女子监狱，羁押15天候查。她年近三岁的儿子被交给亲属照看，但奥马尔依然处于强迫失踪状态。国际特赦组织呼吁埃及就这一家庭的失踪展开有效调查，并指出：“将一名年轻母亲和她年幼的孩子一起囚禁在一个房间里达23个月之久，完全处于法律保护之外，且与外界隔绝，表明埃及当局镇压异见、制造恐惧的行动已达到了新的残酷程度。”

### 萨尔瓦多
根据联合国“强迫或非自愿失踪问题工作组”强迫或非自愿失踪问题工作组的报告，强迫失踪在1978年起、以及萨尔瓦多内战期间，被系统性地实施。萨尔瓦多的非政府组织估计，共有超过8,000人被强迫失踪。而《萨尔瓦多真相委员会报告》则估算，可能有超过5,500人是强迫失踪的受害者。萨尔瓦多人权保护检察官办公室称：
这些失踪事件通常发生在旨在逮捕、随后使人失踪或处决的行动中。受害人是被认为或怀疑为政府反对者的人士，包括一些与冲突毫无关系的平民。此类行动的目的似乎是制造恐惧，以及消灭那些可能成为游击队员的民众。
儿童的强迫失踪事件也曾发生，被认为是国家在冲突时期制度化暴力中“故意战略的一部分”。

### 赤道几内亚
根据联合国人权理事会对赤道几内亚的调查团报告，赤道几内亚政府的特工曾从该地区其他国家绑架难民，并将他们秘密关押。 例如，2010年1月，赤道几内亚安全部队从贝宁绑架了四名男子，并将他们秘密拘禁，期间遭到酷刑。2010年8月，这四人在军事法庭被定罪后立即被处决。

### 德国
主条目：夜雾命令（Nacht und Nebel）
在第二次世界大战期间，纳粹德国设立了秘密警察部队，包括在被占领国家设立的盖世太保分支机构，用于追捕已知或涉嫌为持不同政见者或游击队员的人。这一行动被称为“夜与雾”（Nacht und Nebel），形容那些在没有任何警告的情况下被纳粹逮捕后失踪的人。纳粹不仅在德国国内对政治反对者实施该政策，也在占领的欧洲地区对抵抗力量进行打击。大多数受害者被当场杀害，或被送往集中营，通常预期最终会被处决。

### 危地马拉
主条目：危地马拉种族灭绝
危地马拉是最早将“强迫失踪”作为恐怖统治手段广泛施加于平民社会的国家之一。在长达36年的危地马拉内战期间，由美国支持的军政府广泛实施了强迫失踪。据估计，从1954年到1996年，危地马拉军方和安全部队强迫失踪了约40,000至50,000人。这种手段在20世纪60年代中期开始被广泛使用，当时军方为了加强反叛镇压，采取了更严厉的对策。
危地马拉政府首次有记录的强迫失踪事件发生在1966年3月，30名危地马拉劳动党成员被安全部队绑架、酷刑折磨并杀害，随后被装入麻袋，从直升机上投进大海。这是拉丁美洲历史上首次大规模强迫失踪事件之一。当时圣卡洛斯大学的法学院学生试图通过合法途径（例如申请人身保护令）要求政府将被拘留者带上法庭时，一些学生也随后遭到“强迫失踪”。

### 印度
参见：假性交火与旁遮普邦叛乱
Ensaaf 是一个致力于终结有罪不罚、推动印度大规模国家暴力正义化的非营利组织，主要关注旁遮普地区。它与 Benetech 人权数据分析小组（HRDAG）合作，在2009年1月发布了一份报告，宣称对印度旁遮普邦的大规模失踪与法外处决有“可验证的量化”证据。报告指出，在像旁遮普这样受到冲突影响的地区，印度安全部队在几乎无需承担后果的情况下严重侵犯人权。
Ensaaf 和 HRDAG 的报告《反叛镇压期间旁遮普的暴力死亡与强迫失踪》展示了实证数据，表明1980至1990年代镇压加剧的同时，国家暴力从针对性杀戮逐步转变为系统性强迫失踪与法外处决，还包括大规模“非法火化”。 此外，有关键证据显示，从1984年到1995年间，安全部队对数万人进行了酷刑、处决与失踪处理。
2011年，查谟-克什米尔人权委员会（SHRC）建议识别北克什米尔地区2,156座无名墓地中的身份。 这些墓地散布于印控克什米尔38个村庄，靠近印巴自1972年分界的实际控制线。委员会发布的报告称，其中许多尸体很可能是十多年前在残酷冲突中失踪的平民。报告指出“这些埋葬在北克什米尔38处无名坟墓中的身份不明遗体，很有可能是强迫失踪受害者的遗体。”

### 伊朗
1999年伊朗爆发学生骚乱后，有超过70名学生失踪。除约有1,200至1,400人被拘留外，人权观察所点名的五位学生，其下落与状况至今仍不明。 联合国也报告了其他失踪事件。 从教师工会到女权活动家，许多群体都曾成为强迫失踪的目标。 持不同政见的作家也曾被强迫失踪，宗教少数群体的成员同样遭遇此命运，例如伊朗革命后信奉巴哈伊教的人士，其中包括穆罕默德·莫瓦赫德（Muhammad Movahhed）与阿里·穆拉德·达武迪（Ali Murad Davudi）。

### 墨西哥
主条目：墨西哥的强迫失踪事件
参见：伊瓜拉学生绑架案
在20世纪70年代的“肮脏战争”期间，数千名疑似游击队员、左翼分子及人权捍卫者被强迫失踪，但确切人数仍不清楚。仅在阿托亚克·德·阿尔瓦雷斯市（Atoyac de Álvarez），1970年代就有约470人失踪。
根据墨西哥国家人权委员会（CNDH）的数据，2006年至2011年间，有5,397人被报告为失踪，其中3,457人为男性，1,885人为女性，其余55人性别不明。这些强迫失踪通常是成群发生，且受害者大多数与始于2006年的卡尔德龙总统“毒品战争”并无关联。与绑架的主要区别在于，强迫失踪通常不会要求赎金。
到2020年，墨西哥内政部（Secretaría de Gobernación）报告称，已有超过73,000人被登记为失踪人口。

### 摩洛哥 / 西撒哈拉
主条目：西撒哈拉人权状况、摩洛哥的铅之年代
摩洛哥作家玛莉卡·乌夫吉尔（Malika Oufkir）是前摩洛哥将军穆罕默德·乌夫吉尔（Mohamed Oufkir）之女，她本人曾在摩洛哥“被失踪”。
1970年代，有多名摩洛哥军方人员因涉嫌参与针对哈桑二世国王的政变而被秘密关押于如塔兹马马尔特（Tazmamart）等拘留营中，其中一些人在恶劣环境或缺乏医疗的情况下死亡。摩洛哥最著名的强迫失踪案例，是1965年在法国神秘失踪的政治异见人士迈赫迪·本·巴尔卡（Mehdi Ben Barka）。
2007年2月，摩洛哥签署了一项国际公约，旨在保护人们免遭强迫失踪。同年10月，西班牙法官巴尔塔萨·加尔松（Baltasar Garzón）宣布西班牙法院有权审理1976年至1987年间发生在西撒哈拉的“西班牙-撒哈拉人失踪案”（该地区大部分由摩洛哥控制）。一些摩洛哥军方高层被控参与失踪案件，其中包括截至2010年仍在任的摩洛哥武装部队负责人侯斯尼·本斯利曼将军（Housni Benslimane），他被控主导1976年在斯马拉地区的拘捕与失踪行动。 加尔松的继任者帕布罗·鲁斯法官（Pablo Ruz）于2010年11月重新启动了该案的调查。

### 缅甸
参见: 若开族种族灭绝与2021–2023年缅甸抗议活动
在若开族种族灭绝期间，塔马达威部队系统地对罗兴亚人进行了失踪和折磨。
自2021年军事政变和持续的反对派运动以来，数千人被缅甸安全部队绑架，其中包括政客、选举官员、记者、活动人士和抗议者。 根据政治犯援助协会的消息，数千名涉嫌参与反政变示威的人通过夜间突袭失踪。根据联合国儿童基金会的数据，有超过1,000名儿童被任意逮捕和拘留，许多儿童无法接触律师或家人。

### 北爱尔兰和爱尔兰
主条目：失踪（北爱尔兰）
“失踪者”是指在北爱尔兰动乱期间被爱尔兰共和军临时派、爱尔兰民族解放军和其他爱尔兰共和组织绑架并杀害的十八个人。
受害者遗骸定位独立委员会成立于 1999 年，是负责寻找失踪人员的机构。
1999 年，爱尔兰共和军承认杀害了 9 名失踪人员，并提供了这些尸体的位置信息，但当时只找到了三具尸体，其中一具已经被挖出并放入棺材中。最著名的案例是Jean McConville的案件，她是贝尔法斯特的一名 10 个孩子的母亲，在失踪前几个月丧偶，爱尔兰共和军声称她是一名告密者。 1999 年，对她遗体的搜寻停止了 ，但她的尸体在 2003 年被一个外出散步的家庭发现，地点距离爱尔兰共和军指示的地点一英里。此后，又找到了7名受害者——2008 年一名， 2010 年三名，2014 年一名，2015 年两名，2017 年一名。截至 2017 年，仍有三人下落不明。

### 卡塔尔
女权活动家努芙·马迪德（Noof Al Maadeed）于2021年自愿放弃英国的庇护申请后返回卡塔尔，最后一次露面是在2021年10月13日，即抵达多哈几周后。她最后一次与外界联系是在2023年3月，当时她在推特上发布了4条社交媒体帖子，这些帖子现已删除。此后，她的下落不明，尽管人权组织不断施压，卡塔尔当局仍未能确认她的状况。

### 巴基斯坦
主条目：巴基斯坦强迫失踪
在巴基斯坦，系统性的强迫失踪行为起源于军事独裁者佩尔韦兹·穆沙拉夫将军执政时期。2001年美国入侵阿富汗后，强迫失踪的程度进一步加剧。强迫失踪是巴基斯坦的一个重大人权问题。据强迫失踪调查委员会统计，已报告的案件超过7000起，但其中约5000起已得到解决。

### 巴勒斯坦
2015年8月，四名哈马斯武装成员在埃及西奈半岛被绑架。据埃及安全官员称，他们是被不明身份的枪手绑架的。被绑架的男子当时乘坐一辆载有五十名巴勒斯坦人的巴士，从拉法前往开罗机场。哈马斯证实，四名被绑架的巴勒斯坦人正前往开罗。内政部发言人伊亚德·巴佐姆表示：“我们敦促埃及内政部确保被绑架乘客的生命安全，并释放他们。” 截至目前，尚无任何组织声称对绑架事件负责。

### 菲律宾
主要文章：菲律宾的法外处决和强迫失踪
关于菲律宾强迫失踪受害者人数的估计各不相同。夏威夷大学威廉·S·理查森法学院图书馆估计，在费迪南德·马科斯统治期间，强迫失踪的受害者人数为783人。据称，在马科斯独裁统治期间，许多失踪人员遭到警察的酷刑、绑架和杀害。
查理·德尔罗萨里奥是菲律宾理工大学的一名活动家和教授。他最后一次露面是在 1971 年 3 月 19 日晚，当时他正在 PCC 勒班陀大院内张贴菲律宾民主运动 (MDP) 全国代表大会的海报。其家人怀疑是菲律宾政府军绑架了他。德尔罗萨里奥从此杳无音讯，被认为是马科斯政权时期第一位强迫失踪的受害者。
南他加禄十人组是菲律宾马科斯戒严期间在中吕宋岛活动的一群活动分子。这 10 名大学生和教授在戒严期间被绑架并失踪。其中三人后来被疑似政府特工杀害并“浮出水面”。其余人至今仍下落不明。

### 俄罗斯
俄罗斯人权组织估计，自 1999 年以来，车臣发生了大约 5000 起被迫失踪事件。据悉，他们中的大多数人被埋在几十个万人坑里。
俄罗斯政府未能对车臣冲突期间犯下的侵犯人权行为进行任何问责。由于无法在国内寻求正义，数百名侵权受害者向欧洲人权法院（ECHR）提起诉讼。2005年3月，欧洲人权法院首次就车臣问题作出裁决，认定俄罗斯政府侵犯了生命权，并禁止对死于俄罗斯联邦军队之手或被迫失踪的平民实施酷刑。
自俄罗斯联邦吞并克里米亚以来，国际特赦组织记录了多起克里米亚鞑靼人被迫失踪的案件，但均未得到有效调查。2014 年 5 月 24 日，前巴赫奇萨赖镇议会成员、世界克里米亚鞑靼人大会成员埃尔文·易卜拉欣莫夫失踪。附近一家商店的闭路电视录像拍到一群男子拦住易卜拉欣莫夫，与他简短交谈后，强行将他带上货车。据哈尔科夫人权保护组织称，俄罗斯当局拒绝调查易卜拉欣莫夫的失踪案。

### 韩国
另请参阅：济州岛起义和保导联盟事件
大韩民国在济州岛起义、朝鲜战争期间以及朝鲜战争期间保道联盟大屠杀中公开使用强迫失踪和法外处决手段。直到1993年韩国独裁统治结束，谈论这些事件一直是一个禁忌。
在战争期间对所谓的左翼同情者的迫害中，涉嫌的普通平民被围捕，并被分成A、B、C、D四组。C组和D组被立即枪杀，并埋葬在无标记的万人坑中。A组和B组则被征召入伍，或被送去死亡行军，或被关押在博多联盟的再教育机构中。在独裁统治时期，被法外杀害、失踪或接受再教育的人员的幸存者和家属如果谈论这些事件，就会面临死亡和强迫失踪。
独裁统治时期的许多强迫失踪和意外发现的集体坟墓都被诬告朝鲜或中国人民解放军。韩国目前正在利用真相与和解委员会调查其中一些事件。强迫失踪的受害者包括知名政治家，例如已故韩国总统、诺贝尔和平奖获得者金大中。他在东京的酒店房间被强迫失踪。有人在金大中的腿上放重物，并将其抛入大海，企图谋杀金大中，而这起谋杀案的策划者是国家情报院和东亚会黑帮。

### 西班牙
联合国人权工作组2013年报告称，在西班牙内战（1936-1939年）至弗朗西斯科·佛朗哥独裁统治结束（1939-1975年）期间，估计有114226人“失踪”，他们被官方或非官方武装团体强行带走，秘密杀害后埋葬在秘密地点。报告还提到，大约30960名儿童和新生儿遭到系统性绑架和“偷盗”，即使在20世纪70年代和80年代独裁统治结束后，这种情况仍在继续。
失踪人员中包括整个共和国军事单位，例如第221混合旅。阵亡士兵的家属推测，该部队失踪成员的尸体可能被埋葬在不知名的万人坑中。
直到 2008 年，才首次尝试将此问题诉诸法庭。但尝试失败了，负责此案的法官巴尔塔萨·加尔松本人也被弹劾，随后被取消资格。联合国强迫或非自愿失踪问题工作组公开表示，西班牙政府未能履行其在这些问题上的职责。截至 2017 年，西班牙当局继续积极阻挠对内战期间及之后发生的强迫失踪事件的调查。

### 斯里兰卡
主条目：斯里兰卡的强迫失踪
自 1980 年以来，已有 12,000 名斯里兰卡人在被安全部队拘留后失踪。过去 27 年间，已有超过 55,000 人被杀害。但这些数字仍然低于当时的斯里兰卡政府 2009 年估计的 17,000 人失踪。该政府是在上台后承诺纠正人权问题而做出的估计。
2003 年，国际红十字会（ICRC）重新开始调查斯里兰卡内战期间 11,000 人失踪的事件。
2009年5月29日，英国报纸《泰晤士报》获得联合国机密文件，文件记录了截至4月底，禁火区内近7000名平民死亡。该报援引未具名联合国消息人士的话说，死亡人数随后激增，平均每天有1000名平民丧生，直至5月19日政府宣布战胜泰米尔猛虎组织叛军。一位联合国消息人士告诉该报：“数字还在不断增加，还在继续增加。”联合国此前曾表示，1月至5月期间，战斗中有7000名平民丧生。斯里兰卡一位高级官员称，20000人的数字毫无根据。联合国驻斯里兰卡发言人戈登·韦斯告诉美国有线电视新闻网（CNN），有大量平民丧生，但他并未证实20000人这个数字。美国前国务卿希拉里·克林顿指责斯里兰卡“造成了难以言喻的苦难”。

### 叙利亚
据人权观察组织称，在哈菲兹·阿萨德30 年的统治期间，有不少于 17,000 人失踪。 
巴沙尔·阿萨德进一步继承了其父亲的政策，认为任何质疑叙利亚政治、经济、社会或其他政策的声音都应受到监控，必要时甚至应拘留，并指控其削弱民族同情心。最近的一个案例是19 岁的博主塔尔·马洛希 (Tal Mallohi)，他于 2009 年 12 月 27 日被传唤审讯，四年多后获释。
2015年11月，国际特赦组织发布报告，指控叙利亚政府及其盟友自2011年以来绑架了数万人。该国际组织称，此类行为构成了反人类罪。该组织呼吁叙利亚政府允许联合国国际调查委员会观察员入境，以获取与被拘留者有关的信息。国际特赦组织声称，2011年3月至2015年8月期间，超过6.5万人被强迫失踪，其中大部分是平民。另一方面，叙利亚政府一再否认指控其犯有反人类罪的报道。

### 泰国
参见：泰国人权
2013年，《曼谷邮报》报道称，“泰国之春”（Thai Spring）运动创始人瓦西特·迪昆乔恩（Vasit Dejkunjorn）警察中将在一次研讨会上表示，强迫失踪是腐败的国家权力用来清除它们眼中威胁者的工具。
据泰国国际特赦组织称，1998 年至 2018 年间，至少有 59 名人权捍卫者遭遇强迫失踪。失踪人员包括律师Somchai Neelapaijit、克伦族活动家Pholachi Billy Rakchongcharoen和活动家 Den Khamlae。
哈吉苏隆，一位改革派和分离主义者，于1954年失踪。他致力于为北大年和丹侬波安的爪夷文社群争取更多认可。这位泰国工会领袖在1991年泰国国家维和委员会推翻民选政府的政变后失踪。
2004年3月12日，泰国南部地区著名的穆斯林维权律师颂猜·尼拉帕吉特（Somchai Neelapaichit ）被泰国警方绑架，从此失踪。他的遗孀安卡娜·尼拉帕吉特（Ankhana Neelapaichit）被正式列为失踪人员，自颂猜失踪以来，她一直在为丈夫寻求正义。2009年3月11日，尼拉帕吉特夫人参加了泰国外国记者俱乐部的一个特别座谈会，以纪念她丈夫的失踪，并让人们关注此案以及泰国侵犯人权的行为。
据法律援助组织“泰国人权律师”称， 2014年5月泰国军事接管后，至少有86名泰国人离开泰国，寻求海外庇护。其中包括泰国乐队“辉颜”（Fai Yen）的四名成员。该乐队的一些歌曲嘲讽君主制，这在泰国是严重的违法行为。该乐队在社交媒体上宣布，其成员担心自己的生命安全，因为“许多信任的人告诉我们，泰国军方会来杀我们”。所有在2018年末和2019年初失踪的人都被泰国当局指控从事反君主制活动。
两名泰国活动人士在老挝万象流亡期间失踪：伊提蓬·苏克帕恩（Itthipol Sukpaen）于2016年6月失踪；以及乌提蓬·“Ko Tee”·科查塔玛昆（Wuthipong "Ko Tee" Kochathamakun），他于2017年7月从住所失踪。目击者称，乌提蓬被一群身着黑衣、操泰语的男子绑架。
2018年12月，泰国政治流亡者素拉猜（Surachai Danwattananusorn）及其两名助手在老挝万象的家中失踪。两名助手后来被发现遇害。一些泰国媒体将强迫失踪和谋杀视为对反君主制人士的警告。截至2019年1月，素拉猜仍然下落不明。自2015年以来，在老挝流亡的泰国活动人士“失踪”的人数可能高达五人。
三名泰国反君主制活动人士 Siam Theerawut、Chucheep Chivasut 和 Kritsana Thapthai 于 2019 年 5 月 8 日失踪。据信，他们因试图使用伪造的印尼护照入境越南而被引渡回国。这三人因侮辱君主制以及在 2014 年泰国政变后被军政府传唤时未报到而被泰国通缉。截至 2020 年 5 月 8 日，三人失踪已满一年，仍未得到任何消息。
2020 年 6 月 4 日，泰国民主活动人士Wanchalearn Satsaksit在柬埔寨金边被绑架，引发了公众的担忧，并成为2020 年泰国抗议活动的一个因素。

### 土耳其
土耳其人权组织指责土耳其安全部队在20世纪80至90年代为清剿库尔德工人党（PKK），导致超过1500名库尔德少数族裔平民失踪。自1995年起，每周六星期六母亲都会举行静默守夜和静坐抗议，要求政府找到失踪亲人并将责任人绳之以法。每年，失踪者亲属协会（Yakay-Der）、土耳其人权协会（İHD）和国际反强迫失踪委员会（ICAD）都会在土耳其组织一系列活动，纪念"失踪者周"。
2009年4月，土耳其国家检察官下令对境内多处疑似埋藏1980至1990年代国家暗杀小队库尔德受害者的地点进行挖掘，以回应要求土耳其安全部门澄清历史暴行的呼声。
2017年6月，总部位于瑞典的"斯德哥尔摩自由中心"发布研究报告，记录了2016年土耳其进入紧急状态后12起强迫失踪个案。这份题为《土耳其的强迫失踪》的研究指出，所有案件均与土耳其安全部队内部的秘密势力有关。尽管家属多次呼吁，土耳其当局仍拒绝调查这些案件。

### 乌克兰
在持续进行的俄乌战争期间，争议地区"顿涅茨克人民共和国"（DPR）境内发生了多起强迫失踪案件。DPR领导人亚历山大·扎哈尔琴科曾宣称，其武装力量每天会扣押多达五名"乌克兰破坏分子"。据估计，截至2014年12月11日，约有632人被分离主义势力非法拘禁。
2017年6月2日，自由记者斯坦尼斯拉夫·阿谢耶夫遭到绑架。DPR事实政府起初否认知晓其下落，但7月16日，DPR国家安全部一名特工证实阿谢耶夫正被其羁押，并涉嫌从事间谍活动。独立媒体被禁止在DPR控制区域进行报道。

### 美国
参见：秃鹰行动和中情局黑狱
根据国际特赦组织（AI）的调查，美国在反恐战争期间曾对海外抓获的战俘实施强迫失踪，这些囚犯从未被转移至美国本土。AI指出，“至少有39名被拘留者至今下落不明，据信曾被关押在美国政府运营的海外秘密监狱中。”
美国国防部自2002年1月11日关塔那摩湾海军基地（“Gitmo”）启用至2006年4月20日期间，一直拒绝公布该基地关押人员的身份信息。2006年4月20日，迫于美国联邦法官杰德 拉科夫（Jed Rakoff）的法庭命令，美国政府首次公布了558名当时被关押在关塔那摩的人员名单。同年5月20日，另一份据称涵盖759名曾在该基地关押过的完整名单也被公开。

2015年，美国记者斯宾塞·阿克曼（Spencer Ackerman）在《卫报》发表系列调查报道，揭露芝加哥霍曼广场（Homan Square）拘留设施，并将其比作中情局黑狱。阿克曼指出，该设施是“特种警察部队秘密运作的场所”，芝加哥贫困的黑人和拉丁裔居民的基本宪法权利在此遭到侵犯。他进一步披露：
“被带入霍曼广场的芝加哥人，其关押记录不会像普通警局登记那样公开可查。律师和家属坚称无法获知他们的下落。即便当事人仍被关押在内，律师大多会被拒之门外。”
人权观察组织（HRW）指出，2025年3月美国将委内瑞拉人遣返至萨尔瓦多高度戒备的‘恐怖分子关押中心’监狱的行为，构成强迫失踪。

### 乌拉圭
主条目：乌拉圭军政独裁时期的强迫失踪事件
在乌拉圭军政独裁统治期间，约有197名乌拉圭人遭到非法拘禁并强迫失踪，其中至少有一名被绑架者在囚禁期间诞下的婴儿被强行夺走。截至2025年，法医团队已确认其中31人的遗体身份。

### 委内瑞拉
主条目：委内瑞拉的强迫失踪事件
由刑事论坛（Foro Penal）与罗伯特·F·肯尼迪人权组织联合发布的报告显示，该国强迫失踪案件从2018年的200起激增至2019年的524起，原因与抗议活动升级有关。分析指出，失踪案件平均持续仅5天左右，表明政府试图避免因大规模长期拘留而引发外界关注。

### 中国
主条目：中国的强迫失踪事件
中国没有签署和批准《保护所有人免遭强迫失踪国际公约》，且无视联合国关于要求其批准《保护所有人免遭强迫失踪国际公约》的呼吁。中国对联合国强迫和非自愿失踪问题工作组（WGEID）的访问请求置若罔闻，截至2024年5月，根据该工作组的记录，在中国仍有144起未解决的强迫失踪案件。北京爱知行研究所、藏人行政中央外交与新闻部、中国人权捍卫者曾呼吁中国签署和批准《保护所有人免遭强迫失踪国际公约》。
中国通过指定居所监视居住、留置系统和精神病院监禁（安康）的法律措施对受害者实施强迫失踪。2012年，新修改的中华人民共和国刑事诉讼法的第73条中增加了指定居所监视居住这一强制措施，该法规定警察可以在逮捕他人进监狱、看守所或拘留所前先将其关押在警⽅选择的任何地点或建筑物达6个月。
高智晟是一位中国基督徒人权律师和异见人士，自2017年8月以来以来一直被当局强迫失踪。在2006年12月被当局以煽动颠覆国家政权罪判刑三年，緩刑五年。2011年12月16日，当局以高智晟违反缓刑规定为由撤销了他的缓刑并将他收监，而此前他已经失踪20个月。2014年出狱后，他继续受到软禁，直到2017年8月再次失踪。

## 移民过程中的强迫失踪问题
移民和难民所面临的旅途日益危险，而欧盟等国家及跨国组织的移民政策却日趋严苛，这使得移民成为强迫失踪受害者的风险显著增加。联合国强迫或非自愿失踪问题工作组已明确承认这一现象。此外，联合国强迫失踪问题委员会在《失踪人员搜寻指导原则》中也指出，移民流动加剧了强迫失踪的风险。